# West Carrollton City
West Carrollton City é uma cidade localizada no estado norte-americano de Ohio, no Condado de Montgomery.

## Demografia
Segundo o censo norte-americano de 2000, a sua população era de 13.818 habitantes.
Em 2006, foi estimada uma população de 13.005, um decréscimo de 813 (-5.9%).

## Geografia
De acordo com o United States Census Bureau tem uma área de
16,8 km², dos quais 16,3 km² cobertos por terra e 0,5 km² cobertos por água.

## Localidades na vizinhança
O diagrama seguinte representa as localidades num raio de 12 km ao redor de West Carrollton City.